# Hongxing Nongchang (bondby i Kina, Heilongjiang Sheng, lat 48,13, long 126,96)
Hongxing Nongchang (kinesiska: 红星农场) är en bondby i Kina. Den ligger i provinsen Heilongjiang, i den nordöstra delen av landet, omkring 270 kilometer norr om provinshuvudstaden Harbin. Antalet invånare är 9 435. Befolkningen består av 4 576 kvinnor och 4 859 män. Barn under 15 år utgör 11,0 %, vuxna 15-64 år 78 %, och äldre över 65 år 10,0 %.
Runt Hongxing Nongchang är det ganska tätbefolkat, med 67 invånare per kvadratkilometer. Det finns inga andra samhällen i närheten. Omgivningarna runt Hongxing Nongchang är en mosaik av jordbruksmark och naturlig växtlighet.
Genomsnittlig årsnederbörd är 1 011 millimeter. Den regnigaste månaden är juli, med i genomsnitt 284 mm nederbörd, och den torraste är januari, med 9 mm nederbörd.